# Polydore (opéra)
Pour les articles homonymes, voir Polydore.
Polydore est une tragédie lyrique composé par Jean-Baptiste Stuck, créée pour la première fois à l'Académie royale de musique le 15 février 1720, puis reprise en 1739 avec quelques arrangements.
Le livret est de Jean-Louis-Ignace de la Serre de l’Anglade, possiblement tiré d'une tragédie parlée écrite par Simon-Joseph Pellegrin en 1705, et reprend le mythe de Polydore pour une œuvre en 5 actes avec prologue.

## L'histoire
Polydore est le frère d'Ilione, épouse de Polymnestor, roi de Thrace. Ce dernier doit livrer Polydore aux Grecs, pour être sacrifié, en échange de Déidamie, princesse grecque, pour la marier à Déiphile, fils de Polymnestor. Mais Polydore et Déiphile ont été échangés autrefois. Polydore est donc le vrai fils de Polymnestor. Après avoir appris cette substitution, Déidamie choisit Polydore, et le roi de Thrace, éprouvé, se suicide.
Cette fin abrupte a choqué les spectateurs du 18e siècle, et un chœur chantant l'amour de Déidamie et Polydore a été ajouté dans la version de 1739.

## Enregistrement
Un enregistrement,,, comportant la fin originale, a été réalisé en septembre 2022 à Budapest, et édité par Glossa en 2023.
György Vashegyi dirige l'Orfeo Orchestra et le Purcell Choir.
La distribution comporte :
- Polydore : Tassis Christoyannis,
- Polymnestor : Thomas Dolié,
- Vénus, Déidamie : Judith van Wanroij,
- Ilione : Hélène Guilmette,
- Chloé Briot (3 rôles),
- Cyrille Dubois (cinq rôles),
- David Witczak (trois rôles).